# Martina Franca
Martina Franca ali samo Martina (martinsko Marténe) je mesto in občina v pokrajini Taranto v Apuliji v Italiji. Je drugo najbolj naseljeno mesto v pokrajini za Tarantom in ima (2016) 49.086 prebivalcev. Od leta 1975 je mesto gostilo letni poletni operni festival Festival della Valle d'Itria.

## Zgodovina
Po domačih zgodovinskih raziskavah so okolico današnje Martine France v 10. stoletju naselili begunci iz Taranta, ki so se pred Saraceni skrivali v tamkajšnjih gozdovih.
Mesto je bilo dejansko ustanovljeno leta 1300 po naročilu princa iz Taranta Filipa I. Anžujskega. Zdi se, da je Filip I. tistim, ki so se tam naselili, podelil pravice in davčne oprostitve, zato se je kraj imenoval Franca (ital. 'svobodna'). Martina sega k zavetniku sv. Martinu (patronat 11. novembra); pravijo, da je svetnik večkrat priskočil na pomoč meščanom in jih zaščitil pred barbarskimi vpadi.
Okoli mesta je bil zgrajen obroč obzidja in obrambni stolpi.
Po spremembi fevdalnih razmerij v Neapeljskem kraljestvu je Martina Franca v drugi polovici 15. stoletja po zamenjavi Anžujcev v Apuliji postala fevd Aragonske krone. Neapeljska plemiška družina Caracciolo je določala gospodarsko usodo mesta, spodbujala njegovo umetnost in oblikovala njegov arhitekturni slog. Ferdinand I. Neapeljski je izzval nezadovoljstvo kmetijskih delavcev z zemljiško reformo, ki je ustvarila velika posestva (masserie), ki so jih pod njihovim voditeljem Vittoriom Montanarom imenovali »Capo di Ferro« (»železna glava«, kar izhaja iz njegovega poklica kot kovač) in je leta 1646 sprožil upor v Martini Franci. Vendar je Caracciolo zdržal do leta 1827. V 18. stoletju je mesto doživelo obdobje razcveta, ki ga je zaznamovala močna rast kmetijstva in živinoreje, pa tudi kakovosti mestnega življenja.
Leta 1799 so se zgodili prvi nemiri v duhu Risorgimenta. Od leta 1861, ko se je končala Kraljevina Dveh Sicilij, je Martina Franca pripadala nacionalni državi Italiji.

## Geografija
Martina Franca leži v Valle d'Itria, blizu pokrajin Bari in Brindisi, in meji na občine Alberobello (BA), Ceglie Messapica (BR), Cisternino (BR), Crispiano, Massafra, Mottola, Locorotondo (BA), Ostuni (BR), Villa Castelli (BR), Grottaglie in Noci (BA).[6] Vsebuje krajevne skupnosti (frazioni) Baratta, Capitolo, Cappuccini, Carpari, Gemma, Infarinata, Lamia Vecchia, Madonna dell'Arco, Monte Fellone, Monte Ilario, Montetulio, Monti del Duca, Motolese, Nigri, Ortolini, Pagopad Pianelle, San Paolo in Specchia Tarantina.

## Gospodarstvo
Kmetijstvo je skoncentrirano na rodovitnih zemljiščih v majhnih dolinah. Vinogradništvo temelji predvsem na vinu iz belega grozdja. Raste tudi veliko oljk, pravzaprav je tudi oljčno olje eden glavnih proizvodov tega območja. Najpogostejša živina so ovce in koze, k čemur je dodana še vzreja čistokrvnih konj »murgese« in znamenitega osla Martina Franca. Najbolj razvita panoga je tekstilna industrija, ki je zaslovela tudi v filmski industriji z velikim mednarodnim filmom v 80. letih. Za storitveni sektor so značilne banke, zavarovalništva in turizem, predvsem lokalna gastronomija. Turisti pogosto obiščejo oljarne, vinarne in kleti, da bi okusili čudovite lokalne izdelke. Ena najpomembnejših kulinaričnih odličnosti je »Capocollo Di Martina Franca« izdelek kakovosti DOP.

### Martina Franca DOC
Občina Martina Franca prideluje belo italijansko vino Denominazione di origine controllata (DOC), ki se lahko izdela v mirnem ali penečem slogu Spumante. Vino je nagnjeno k slabemu staranju, pogosto se iz svetlo bele barve spremeni v temneje jantarno barvo in izgubi sveže sadne okuse že po 3 do 4 letih v steklenici. Vse grozdje, namenjeno za pridelavo vina DOC, je treba pobrati do pridelka, ki ne presega 13 ton/ha. Vino je narejeno pretežno (50-65 %) iz Verdeca in Bianco d'Alessano, ki lahko naredita med 45-40 % mešanice. Dodatno grozdje je dovoljeno do največ 5 %, vključno z Bombino bianco, Fiano in Malvasia Toscana. Končno vino mora imeti minimalno vsebnost alkohola 11 %, da ga lahko označimo z oznako Martina Franca DOC.

## Znamenitosti
Mesto Martina Franca je razdeljeno na tri cone: staro mestno jedro, urbani prizidek izven mestnega obzidja (okoli 1900) in novo mesto z več kot tremi nadstropji.
Mesto ima še posebej ohranjeno staro mestno jedro, obdano s kamnitim obzidjem z vidnimi baročnimi vrati, ki vodijo do trgov in ozkih vijugastih ulic. Staro mestno jedro Martina Franca je – za Leccejem – drugo priznano baročno mesto v Apuliji v bolj diskretni, manj plastično oblikovani različici. Fini, ploski ornamenti in figure na fasadah, okenskih okvirjih, konzolah in vencih poosebljajo nevsiljivo, elegantno različico, ki je postala značilnost lokalnega sloga. Cerkve, palače in stanovanjske stavbe v ozkih, oglatih ulicah, slepih in skritih ulicah se združujejo v harmonično celoto.
Za staro mestno jedro Martina Franca je značilno več kot 20 baročnih plemiških palač iz 18. stoletja, zlasti v Via Mazzini, Via Macchiavelli in Via Cavour.
Piazza Roma je največji trg v starem mestnem jedru, z zeleno površino v središču večinoma trikotnega travnatega vzorca, obrnjenega proti Palazzo Ducale iz 17. stoletja. Tu je tudi reprezentativna baročna palača družine Caracciola. Leta 1668 je vojvoda Petracone V Caracciolo naročil Giovanniju Andrei Carducciju gradnjo nove rezidence, ki zaradi visokih stroškov nikoli ni bila dokončana. Mestna uprava in turistična pisarna sta nameščeni v več kot 300 sobah. Nekatere dvorane in Capella dei Duchi je v letih 1771-1776 poslikal Domenico Carella.

### Stolnica sv. Martina
Bazilika, zgrajena v 18. stoletju pod nadškofom Isidorom Chirullijem na temeljih romanske predhodnice, velja za mojstrovino lokalnega baročnega sloga. Od prejšnje stavbe je ohranjen romansko-gotski zvonik. Na fasadi pritegne pozornost visoki relief svetega Martina na konju v trenutku delitve plašča. Od notranje dekoracije izstopajo glavni oltar iz polikromnega marmorja z marmornimi kipi Giuseppeja Sammartina iz Neaplja, krstilnik iz leta 1773 in kropilniki (neapeljska šola); zakramentna kapela hrani relikvije tamkajšnjega svetnika Komazije, mučenca iz 2. do 4. stoletja.

### Več cerkva
- San Domenico, zgrajena med letoma 1746 in 1760, baročna cerkev na temeljih romanske predhodnice, posvečena svetemu Petru. Že kaže jasne rokoko poudarke.
- Chiesa del Carmine (1727–1758), elegantna baročna cerkev zunaj mestnega obzidja s polikromatsko ogrnjeno Madono, ki jo pripisujejo Stefanu da Putignanu.
- Sant'Antonio, frančiškanska cerkev iz 15. stoletja, prej posvečena svetemu Štefanu, z neoklasicističnim pročeljem iz leta 1835; freske iz 18. stoletja v samostanu.
- San Francesco da Paola, zgrajena v začetku 17. stoletja na temeljih kapele Marije iz 16. stoletja, od katere še danes obstaja oltarna slika v levem hodniku (Madonna delle Grazie). V začetku 17. stoletja je v sosednjem samostanu Paulaner živel lokalno spoštovan pater Bonaventura Gaona.
- San Francesco d'Asisi, frančiškanska cerkev iz 17./18 Stoletje z osmimi rokoko stranskimi oltarji v značilnem regionalnem slogu.
- San Giovanni dei Greci v izvirni srednjeveški arhitekturi, vendar z baročno fasado.

## Kultura
Operni festival della Valle d'Itria poteka vsako leto julija/avgusta. Predstavlja vrsto precej nenavadnih oper.

### V popularni kulturi
V romanu Artemis Fowl avtorja Eoina Colferja je Martina Franca prizorišče napada trola.